# Nguyễn Phúc Trang Tường
Nguyễn Phúc Trang Tường (chữ Hán: 阮福莊祥; 16 tháng 4 năm 1841 – 11 tháng 5 năm 1864), phong hiệu Bình Long Công chúa (平隆公主), là một công chúa con vua Minh Mạng nhà Nguyễn trong lịch sử Việt Nam.

## Tiểu sử
Hoàng nữ Trang Tường sinh ngày 25 tháng 3 (âm lịch) năm Tân Sửu (1841), là con gái thứ 63 của vua Minh Mạng, mẹ là Cung nhân Đặng Thị Yểu Điệu (không rõ lai lịch). Hoàng nữ Trang Tường chào đời sau khi vua cha mất, và là người con duy nhất của bà Cung nhân.
Năm Tự Đức thứ 10 (1857), công chúa Trang Tường lấy chồng là Phò mã Đô úy Nguyễn Như Cung, người Quảng Điền (phủ Thừa Thiên), giữ chức Đề đốc Thanh Hóa. Phò mã Cung là con trai của Tiền quân Đô thống phủ Đô thống Nguyễn Như Thăng. Công chúa và phò mã có với nhau một con gái.
Năm Tự Đức thứ 17 (1864), Giáp Tý, ngày 6 tháng 4 (âm lịch), công chúa Trang Tường mất, hưởng dương 23 tuổi, được truy tặng làm Bình Long Công chúa (平隆公主), thụy là Lệ Nhã (麗雅). Năm Đồng Khánh thứ nhất (1885), Ất Dậu, công chúa được hợp thờ ở đền Thân Huân.
Lăng mộ của công chúa Trang Tường hiện tọa lạc tại phường Thủy Biều, Huế, gần di tích Hổ Quyền. Công chúa được táng cạnh mộ của mẹ mình, bà Cung nhân Đặng thị.